# Lucy in the Sky with Diamonds
Lucy in the Sky with Diamonds je pjesma Beatlesa, koja se nalazi na albumu Sgt. Pepper's Lonely Hearts Club Band iz 1967. godine. Tvorci pjesme su John Lennon i Paul McCartney.
Australopitek Lucy, znanstveno zabilježena kao arheološki artefakt AL 288-1, dobila je ime po pjesmi.

## Nastanak pjesme
Lennonov sin Julian je nacrtao crtež svoje prijateljice, djevojčice Lucy te je crtež nazvao Lucy - in the sky with diamonds. Inače, Lucy Vodden (rođena O'Donnell) umrla je 2009. godine u 46. godini od lupusa. Ubrzo nakon što se pjesma pojavila, špekuliralo se da tri velika slova u naslovu pjesme zajedno tvore kraticu LSD. Iako je John Lennon tvrdio da u pjesmi nema skrivene reference na LSD, BBC je ipak zabranio pjesmu.
Glazbeni kritičar Richie Unterberger je izjavio: 

## Izvođači
- John Lennon - vokal, gitara
- Paul McCartney - prateći vokal, Lowrey orgulje, bas
- George Harrison - prateći vokal, akustična gitara, tambura
- Ringo Starr - bubnjevi, marakas

## Cover verzije
U razdoblju od 1968. do 2009. napravljeno je petnaestak cover verzija pjesme, a najpoznatija je svakako ona koju je napravio Elton John 1974. godine.